# Ana Barbas
Ana Barbas é uma bióloga e investigadora portuguesa premiada com o Prémio L´Oreal-Mulheres na Ciência em 2012.

## Percurso
Ana Barbas licenciou-se em Química (especialidade em biotecnologia) em 1999 e doutorou-se em Ciências Biológicas na Universidade Nova de Lisboa. 
Desenvolveu o seu trabalho de investigação sobre o tratamento do cancro da mama no Instituto de Biologia Experimental e Tecnológica (IBET). 

### Trabalho
O seu trabalho de investigação tem como objectivo descobrir uma forma de impedir o crescimento de tumores cancerígenos na mama, através do estudo da forma de como as células comunicam entre si, em especial as vias que utilizam em particular a denominada via de sinalização de Notch. 

## Prémios e Reconhecimento
2012 - Prémio L'Oreal-UNESCO: Mulheres na Ciência 
2013 - Recebeu a bolsa Terry Fox pelo seu trabalho de investigação sobre o cancro da mama 
2019 - Foi uma das cientistas homenageadas na terceira edição do livro Mulheres na Ciência editado pelo Ciência Viva. 

## Obra
É co-autora do livro:
- 2007 - Functional and structural studies on Escherichia coliRNase II [9]

É autora de vários artigos na área do cancro da mama. 

## Ligações Externas
- Luta contra o cancro da mama:de mulher para mulher - entrevista a Ana Barbas

- Entrevista na Sic Noticias a propósito do prémio L'Óreal